# أبيض العين
طيور حَوَرْوَر العين أو أبيض العين (الاسم العلمي: Zosteropidae)، هي فصيلة من الطيور المغردة تتبع رتبة العصفوريات. تستوطن المناطق الاستوائية وشبه الاستوائية في أفريقيا وجنوب وشرق آسيا، وتستوطن جزر المحيط الهادئ والمحيط الهندي وفي خليج غينيا. وكما يشير اسمها فإنها حلقات بيضاء دائرية حول عينيها بشكلٍ واضح، وتكون مزهوّةً بالريش الزيّتي. ويصل طولها إلى 15 سم.
وهي طيور مؤنسة واجتماعية، ولا تنفصل إلا في مواسم التزاوج. حيث تبني أعشاشها فوق في الأشجار. وتتغذى على الحشرات الصغيرة والفواكه ورحيق الأزهار بمُختلف أنواعها. يوجد لهذه الفصيلة قرابة 110 نوعاً في 18 جنساً.